# Colette (2020)
Colette é um documentário americano de 2020 dirigido por Anthony Giacchino. Venceu o Oscar de Melhor Documentário de Curta-Metragem no 93º Oscar. Produzido como parte da galeria de documentários do videogame de realidade virtual Medal of Honor: Above and Beyond, Colette é o primeiro filme produzido por um estúdio de videogame a receber uma indicação ao Oscar.
Colette segue o ex-membro da Resistência Francesa Colette Marin-Catherine em sua viagem à Alemanha pela primeira vez em 74 anos. Sua visita é inspirada por uma jovem estudante de história que entra em sua vida e a convence a visitar o campo de concentração de Mittelbau-Dora, onde seu irmão morreu nas mãos dos nazistas.